# كريم جمار
كريم جمار (بالإنجليزية: Kareem Jamar)‏ مواليد 16 أكتوبر 1992، هو لاعب كرة سلة أمريكي. بدأ مسيرته الاحترافية في سنة 2014. يلعب مع كابفنبيرغ بولز في الدوري النمساوي لكرة السلة. يحمل الرقم 4. يبلغ طوله 6 قدم 5 بوصة (2.0 م).

## روابط خارجية
- كريم جمار على موقع كرة السلة الأوروبية.كوم (الإنجليزية)
- كريم جمار على موقع كلية كرة السلة في سبورتس رفرنس.كوم (الإنجليزية)
- كريم جمار على موقع ريلجم (الإنجليزية)
- كريم جمار على موقع بروبوليرز (الإنجليزية)
- كريم جمار على موقع سبورتس رفرنس (الإنجليزية)